# Сокольники (Дмитровский городской округ)
Сокольники — деревня в Дмитровском районе Московской области, в составе Сельского поселения Габовское. Население — 24 чел. (2010). До 2006 года Сокольники входили в состав Каменского сельского округа.
Деревня расположена в юго-западной части района, примерно в 16 км на юго-запад от Дмитрова, на правом берегу реки Волгуши, высота центра над уровнем моря 183 м. Ближайший населённый пункт — посёлок дома отдыха «Горки» в 1,5 км на юг, на противоположном берегу реки.

## Население
| 2002 | 2006 | 2010 |
| ---- | ---- | ---- |
| 7    | ↗8   | ↗24  |